# Nhưỡng Đường
Nhưỡng Đường (chữ Tạng：vdzam-thang, chữ Hán giản thể: 壤塘县, âm Hán Việt: Nhưỡng Đường huyện) là một huyện thuộc châu tự trị A Bá, tỉnh Tứ Xuyên, Cộng hòa Nhân dân Trung Hoa. Huyện này có diện tích 6836 km2, dân số năm 2002 là 30.000 người. Huyện Nhưỡng Đường được chia thành 1 trấn và 11 hương.
- Trấn: Nhưỡng Kha.
- Hương: Cương Mộc Đạt, Thượng Đỗ Kha, Ngô Y, Bồ Tây, Tôn Khoa, Thạch Lý, Nam Mộc Đạt, Nhĩ Mộc Đạt, 尕 Đa, Trung Nhưỡng Đường, Thượng Nhưỡng Đường.